# Bryanthus gmelinii
Bryanthus gmelinii är en ljungväxtart som beskrevs av David Don. Bryanthus gmelinii ingår i släktet Bryanthus och familjen ljungväxter. Inga underarter finns listade i Catalogue of Life.

## Bildgalleri

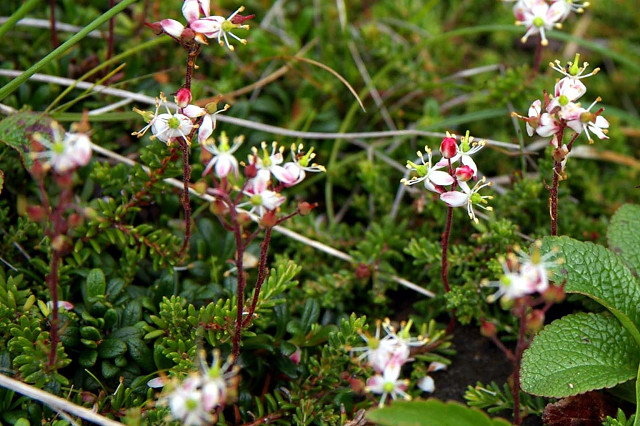